# AZS-AWF Kraków (wioślarstwo)
Sekcja Wioślarska AZS-AWF Kraków – sekcja uczelnianego klubu sportowego działającego przy Akademii Wychowania Fizycznego w Krakowie. Sekcja działa od roku 1911 – pierwotnie przy środowiskowym klubie AZS Kraków. Do AZS-AWF Kraków, została przyłączona w grudniu 1976 roku.

## Historia

### Okres do końca I wojny światowej
Po utworzeniu w 1909 roku krakowskiego Akademickiego Związku Sportowego, wśród studentów wiosłujących w tym czasie w Oddziale Wioślarskim Sokoła Krakowskiego powstała inicjatywa utworzenia sekcji wioślarskiej w ramach AZS. Oficjalne utworzenie sekcji nastąpiło na wiosnę 1911, a już 15 maja 1912 roku dokonano otwarcia przystani, wybudowanej na działce znajdującej się przy pałacu hr. Lasockich. Środki na budowę i zakup pierwszych łodzi pochodziły głównie od profesorów Uniwersytetu Jagiellońskiego – w znacznej mierze od Odo Bujwida.
Pierwotnie sekcja wioślarska AZS zajmowała się głównie turystyką wioślarską. Starty w zawodach były w początkowym okresie ograniczone wskutek braku własnych łodzi wyczynowych. Pomimo tego, pierwszy start zawodników AZS Kraków odbył się w regatach krakowskich już w roku 1912. Klub wystawił załogę w egzotycznej dziś konkurencji sześciowiosłówek i od razu wygrał.
Wybuch I wojny światowej wstrzymał działanie sekcji na dwa lata. Przystań zamieniona została w koszary, a większość sprzętu zniszczono. Treningi wznowiono jednak jeszcze w czasie trwania działań wojennych, w roku 1916. W 1917 roku zawodnicy brali już udział w lokalnych zawodach wioślarskich. Rok później na wiosnę rozpoczęto budowę nowej przystani nad samą Wisłą, pomiędzy Mostem Zwierzynieckim, a Wawelem. Wcześniej zajmowana działka nie miała bowiem najlepszego położenia – hangar ze sprzętem znajdował się aż 200 metrów od Wisły, co w czasach ciężkich łodzi było sporym utrudnieniem. Uroczyste otwarcie nowej przystani odbyło się 14 lipca 1918 roku.

### Dwudziestolecie międzywojenne
W chwili odzyskania przez Polskę niepodległości, AZS Kraków był jednym z silniejszych klubów wioślarskich w kraju. Wojna nie wpłynęła bowiem znacząco na jego liczebność – miał w tamtym momencie niemal 100 członków sekcji wioślarskiej. Do Polskiego Związku Towarzystw Wioślarskich klub przyjęty został od razu po powstaniu PZTW, w roku 1919. Podstawowym problemem były jednak finanse. Aby dotrzeć w 1920 na pierwsze mistrzostwa Polski w wioślarstwie, zawodnicy – w celu minimalizacji kosztów – musieli spłynąć łodzią z Krakowa do Warszawy, a stamtąd łódź przewieźć statkiem do Brdyujścia. Sekcją  zarządzał w tamtym okresie, jako jej kierownik, Walery Goetel.
Członkowie sekcji wywodzili się głównie ze środowisk uczelnianych, w większości z Uniwersytetu Jagiellońskiego. Wiosłowały również kobiety, startując (bez większych sukcesów) w krajowej rywalizacji PZTW. Znaczna część członków klubu ograniczała się do turystyki wioślarskiej – rywalizacja sportowa była bowiem poza ich możliwościami finansowymi. Wynikało to z przyjętej w AZS zasady, iż dojazdy na zawody opłacane były przez samych zawodników. W zawodach poza Krakowem startowały zatem pojedyncze osady. Zmieniło się to dopiero w latach 30., gdy w klubie pojawiła się grupa regularnie trenujących, zdolnych zawodników, którzy szybko zaczęli odnosić poważne sukcesy sportowe. AZS Kraków podjął w związku z tym działania w celu zapewnienia im profesjonalnego sprzętu, a ich trenerem został były zawodnik, Jan Bujwid. Przyniosło to natychmiastowe sukcesy i niewielka grupa krakowskich wioślarzy stała się wiodącą siłą w rywalizacji krajowej, osiągając poważne sukcesy międzynarodowe.

### II wojna światowa
Działania wojenne wstrzymały działalność klubu i sekcji wioślarskiej. W trakcie wojny zginęło około 50 członków krakowskiego AZS – część z nich było wioślarzami. Między innymi zamordowani przez NKWD zostali Władysław Anczyc i Antonii Bogdanowicz, wioślarze i żołnierze kampanii wrześniowej, a Adam Gadomski, członek ruchu oporu, został zabity przez Niemców w Auschwitz.
Klubową przystań zajęła sekcja wioślarska niemieckiego klubu DTSG Krakau. W styczniu 1945 uciekające przed Armią Czerwoną wojska niemieckie wysadziły znajdujące się w pobliżu tej przystani mosty na Wiśle. Spowodowało to tak poważne zniszczenia klubowych budynków, że nadawały się wyłącznie do rozbiórki, a większość sprzętu została zniszczona.

### Okres po II wojnie
Do reaktywacji krakowskiego AZS, po wyzwoleniu miasta, doszło już w marcu 1945 roku. Jeszcze na wiosnę tego roku sekcja wioślarska uzyskała prawa do nowej działki nad Wisłą i wybudowała na niej hangar, gdzie umieszczono ocalałe łodzie. Otwarcie przystani odbyło się 22 lipca 1945 roku i jeszcze w tym samym roku zawodnicy wystartowali w mistrzostwach Polski. Do końca lat 40. AZS dominował w krajowej rywalizacji w konkurencjach wioseł „krótkich”.
W kwietniu 1949 roku, po wielomiesięcznym zwalczaniu dotychczasowych władz akademickiego sportu, komunistyczne władze doprowadziły do przekształcenia Akademickiego Związku Sportowego w Akademickie Zrzeszenie Sportowe. Nowa organizacja miała władze pochodzące z państwowego nadania, a nie z wyboru. Wioślarstwo – jako sport „burżuazyjny” – nie było priorytetem władz, a sekcja działała przy AZS AGH. Pomimo tego, krakowscy wioślarze odnosili pewne sukcesy. W roku 1954 sekcja została drużynowym Mistrzem Polski w wioślarstwie.
W październiku 1956, na fali odwilży gomułkowskiej, krakowski AZS odzyskał nazwę Akademicki Związek Sportowy oraz względną niezależność. Klub Międzyuczelniany AZS Kraków (w tym: sekcja wioślarska) zajął się sportem wyczynowym – sport rekreacyjny istniał odtąd w kołach uczelnianych AZS. W drugiej połowie lat 60. (zwłaszcza po przejęciu w 1969 wioślarzy klubu „Start” Kraków) i na początku lat 70. klub odnosił znaczące sukcesy w rywalizacji krajowej. Zawodnicy reprezentowali też Polskę na najważniejszych imprezach międzynarodowych. W roku 1974 sekcja działała w ramach Klubu Środowiskowego SZS-AZS Kraków, tj. następcy akademickiego klubu międzyuczelnianego. Znaczącą datą w historii sekcji było wcielenie jej do utworzonego w roku 1976 wyczynowego klubu sportowego AZS-AWF Kraków. Miało miejsce w grudniu roku 1976 i było elementem odgórnie narzuconej przez GKKFiT reformy wyczynowego sportu akademickiego. Zasilenie sekcji zawodnikami studiującymi na AWF Kraków przyniosło na przełomie lat 70. i 80. liczne sukcesy sportowe.
Kryzys schyłkowego PRL i przemiany ustrojowe roku 1989 odbiły się negatywnie na wynikach sportowych i sytuacji ekonomicznej sekcji. W latach 1982–1993 medale na mistrzostwach Polski były rzadkością, podobnie jak powołania zawodników do reprezentacji narodowej. Przełomem było zatrudnienie przez klub trenera Jerzego Zycha w 1994. Klub postawił głównie na wioślarstwo kobiece i począwszy od 1994 roku wyniki zaczęły się stopniowo polepszać. Na przełomie wieków wioślarki AZS-AWF Kraków (ale też pojedynczy wioślarze) były w ścisłej czołówce krajowej, często reprezentując Polskę na arenie międzynarodowej. Przyniosło to efekt w postaci występów aż trzech wychowanek klubu na Igrzyskach Olimpijskich w 2016 – z których jedna zdobyła brązowy medal. Zawodniczki zdobywały też medale na mistrzostwach świata i Europy seniorów.

## Galeria zdjęć

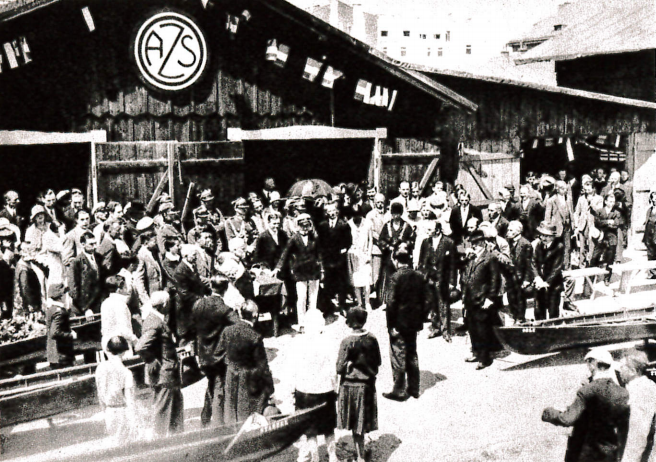
Otwarcie sezonu na przystani AZS 1926
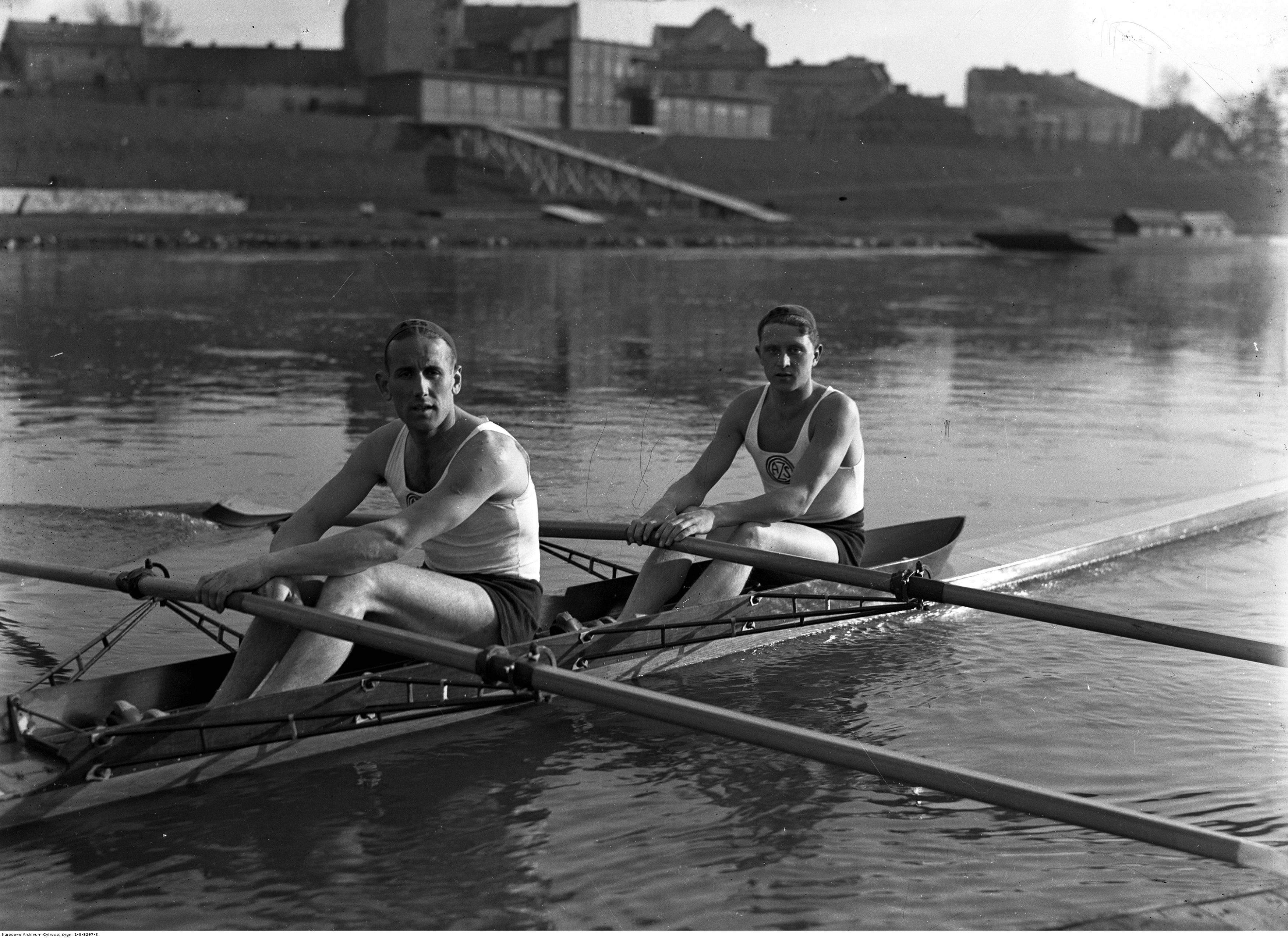
R. Verey i J. Ustupski na Wiśle 1936
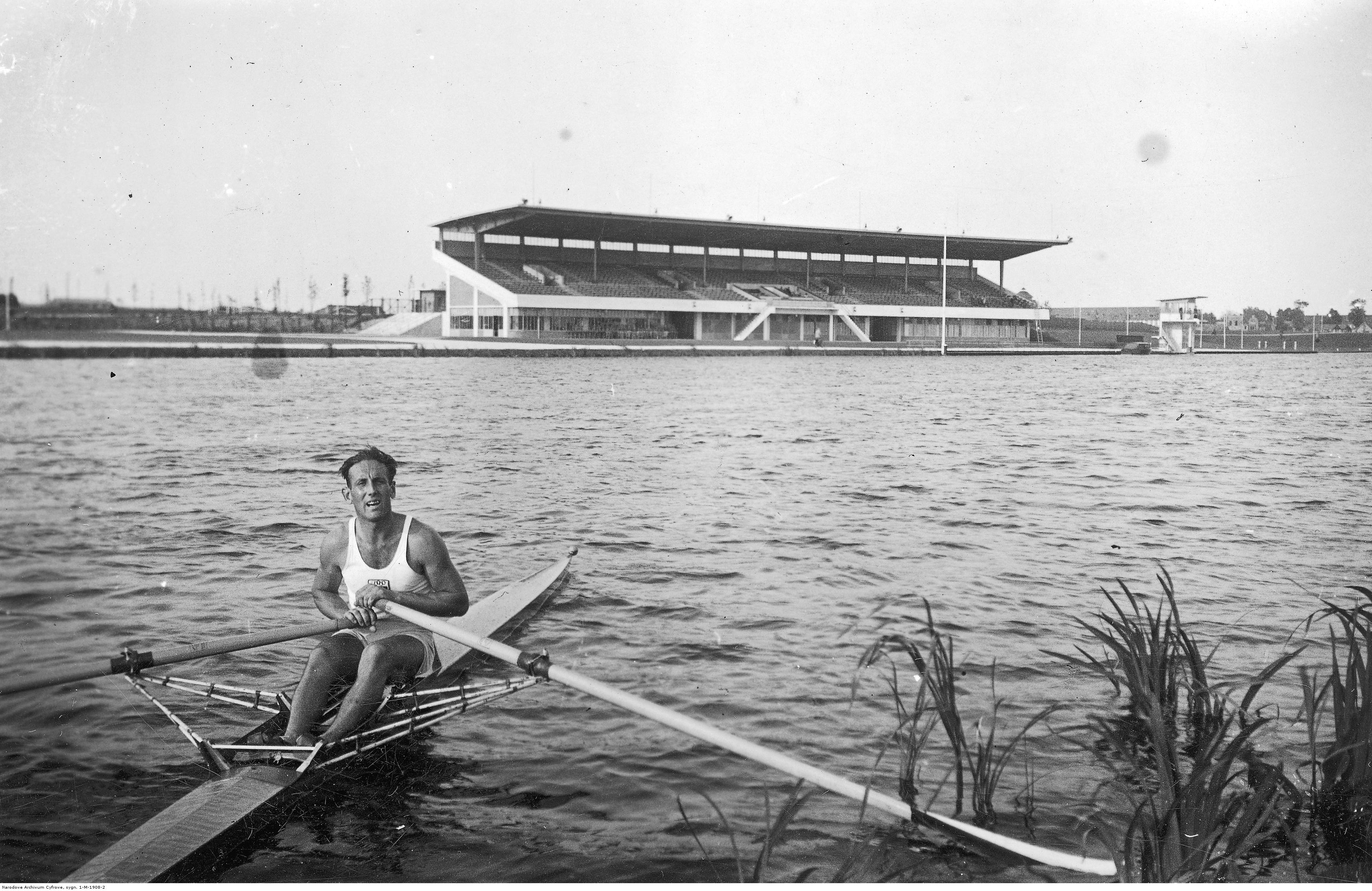
R. Verey na Mistrzostwach Europy w 1937
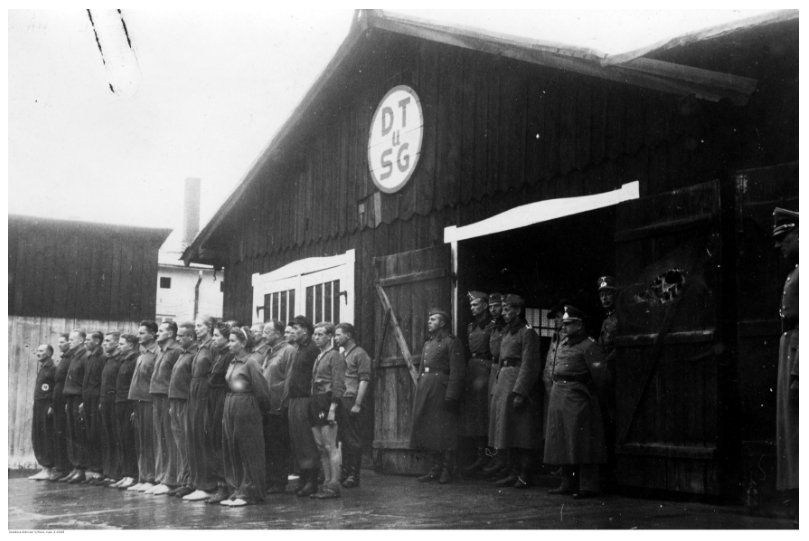
Przystań podczas okupacji w 1940 – niemieccy wioślarze

## Wyniki sportowe

### Osiągnięcia przedwojenne
Przed II wojną światową krakowscy wioślarze AZS byli w ścisłej czołówce krajowej. Specjalizowali się głównie w wiosłach „krótkich”. Ich osady zdołały zdobyć aż szesnaście tytułów Mistrzów Polski. Było to znaczącym osiągnięciem – pod względem ilości takich tytułów, byli przed wojną trzecim klubem wioślarskim w Polsce (w dwudziestoleciu międzywojennym w czasie mistrzostw PZTW tylko w niektórych rozgrywanych konkurencjach przyznawano tytuły Mistrzów Polski, a konkurencji było dużo mniej niż obecnie). W tym okresie tytuły Mistrzów Polski dla AZS Kraków zdobywało jednak zaledwie 4 zawodników, a mianowicie:
- Roger Verey na jedynce – dziewięć tytułów w latach: 1931-1939,
- R. Verey z Jerzym Ustupskim na dwójce podwójnej – cztery tytuły w latach: 1932, 1935, 1936 i 1939,
- J. Ustupski z M. Balickim na dwójce podwójnej – jeden tytuł w roku 1937,
- Włodzimierz Długoszewski na jedynce – dwa tytuły w latach 1926 i 1927.

Ponadto w konkurencjach „mistrzowskich”, AZS Kraków zajął dwa drugie miejsca (1x mężczyzn w 1928 i 1x kobiet w 1935) oraz cztery trzecie miejsca (1x mężczyzn w 1925 i 1930, 2x w 1928 i 1x kobiet w 1934).
W przedwojennej rywalizacji międzynarodowej zawodnicy AZS Kraków, reprezentując Polskę, osiągnęli następujące sukcesy:
- Brązowy medal  na Igrzyskach Olimpijskich w Berlinie w 1936 – dwójka podwójna R. Verey i J. Ustupski.
- Medale na Mistrzostwach Europy:
  - w 1932 w Belgradzie – brązowy medal  R. Vereya i J. Ustupskiego na dwójce podwójnej,
  - w 1933 w Budapeszcie – złoty medal  R. Vereya na jedynce,
  - w 1934 w Lucernie – srebrny medal  R. Vereya na jedynce,
  - w 1935 w Berlinie – złoty medal  R. Vereya na jedynce oraz drugi złoty medal  R. Vereya na dwójce podwójnej z J. Ustupskim,
  - w 1937 w Amsterdamie – brązowy medal  R. Vereya na jedynce,
  - w 1938 w Mediolanie – srebrny medal  R. Vereya na jedynce,
- Złoty medal  na Akademickich Mistrzostwach Świata w Warszawie – W. Długoszewski na jedynce.

W ogólnopolskiej rywalizacji PZTW, sekcja wioślarska AZS Kraków uczestniczyła od 1920 roku. Klasyfikowana była od 1926 (punktacja klubowa była prowadzona od 1925). W poszczególnych latach uzyskała następujące wyniki w tej klasyfikacji (dane według tabel punktacyjnych PZTW za poszczególne lata – podane zostało miejsce i ilość klubów, które zdobyły w regatach punkty):
- w 1926 – 8. miejsce na 14 klubów[9],
- w 1927 – 9. miejsce na 15 klubów[9],
- w 1928 – 6. miejsce na 13 klubów[10],
- w 1929 – nie sklasyfikowana[11],
- w 1930 – 15. miejsce na 22 kluby[12],
- w 1931 – 11. miejsce na 27 klubów[13],
- w 1932 – 6. miejsce na 27 klubów[14],
- w 1933 – 4. miejsce na 42 kluby[15],
- w 1934 – 12. miejsce na 41 klubów[16],
- w 1935 –  1. miejsce na 46 klubów[17],
- w 1936 – 5. miejsce na 42 kluby[18],
- w 1937 – 6. miejsce na 41 klubów[19],
- w 1938 – 12. miejsce na 44 kluby[20],
- w 1939 –  1. miejsce na 36 klubów[21].

Warto zauważyć, iż wiele klubów w rywalizacji tej w poszczególnych latach nie uczestniczyło lub nie zdołało w danym roku zdobyć punktów.

### Osiągnięcia powojenne
Największymi sukcesami sekcji wioślarskiej był po wojnie udział jej siedmiu zawodników w czterech różnych igrzyskach olimpijskich (na przestrzeni lat 1952-2016). Na konto AZS-AWF Kraków można również zaliczyć przygotowanie do igrzysk olimpijskich dwóch kolejnych zawodniczek, które barwy klubowe zmieniły pół roku przed tymi igrzyskami. Biorąc pod uwagę rywalizację międzynarodową, najlepszym okresem w powojennej historii sekcji jest druga dekada XXI wieku.
Według punktacji Polskiego Związku Towarzystw Wioślarskich, AZS-AWF Kraków w ostatnich latach zajął następujące miejsca w krajowej klasyfikacji drużynowej:
- w roku 1997 – 14. miejsce na 35 sklasyfikowanych klubów[22],
- w roku 1998 – 18. miejsce na 35 sklasyfikowanych klubów[23],
- w roku 1999 – 11. miejsce na 32 sklasyfikowane kluby[24],
- w roku 2000 – 9. miejsce na 33 sklasyfikowane kluby[24],
- w roku 2001 – 11. miejsce na 33 sklasyfikowane kluby[24],
- w roku 2002 – 11. miejsce na 33 sklasyfikowane kluby[24],
- w roku 2003 – 10. miejsce na 34 sklasyfikowane kluby[24],
- w roku 2004 – 8. miejsce na 34 sklasyfikowane kluby[24],
- w roku 2005 – 10. miejsce na 36 sklasyfikowanych klubów[24],
- w roku 2006 – 11. miejsce na 34 sklasyfikowane kluby[24],
- w roku 2007 – 12. miejsce na 35 sklasyfikowanych klubów[24],
- w roku 2008 – 10. miejsce na 37 sklasyfikowanych klubów[24],
- w roku 2009 – 12. miejsce na 38 sklasyfikowanych klubów[24],
- w roku 2010 – 5. miejsce na 37 sklasyfikowanych klubów[24],
- w roku 2011 – 7. miejsce na 35 sklasyfikowanych klubów[24],
- w roku 2012 – 4. miejsce na 35 sklasyfikowanych klubów[24],
- w roku 2013 – 4. miejsce na 38 sklasyfikowanych klubów[24],
- w roku 2014 – 6. miejsce na 36 sklasyfikowanych klubów[25],
- w roku 2015 – 5. miejsce na 38 sklasyfikowanych klubów[26],
- w roku 2016 – 4. miejsce na 37 sklasyfikowanych klubów[27],
- w roku 2017 – 11. miejsce na 35 sklasyfikowanych klubów[28],
- w roku 2018 – 11. miejsce na 36 sklasyfikowanych klubów[29].

## Najwybitniejsi zawodnicy

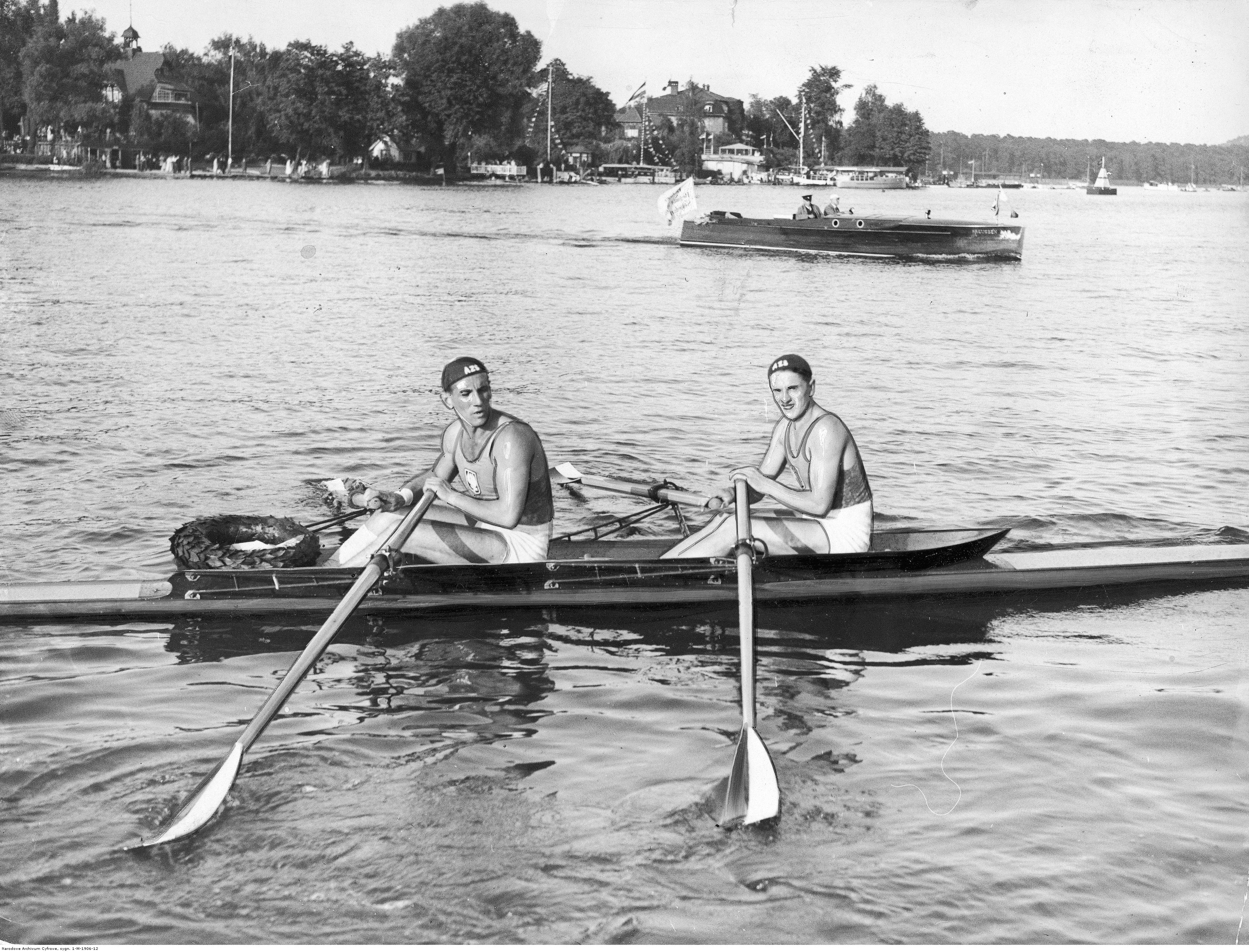
Roger Verey i Jerzy Ustupski w 1935

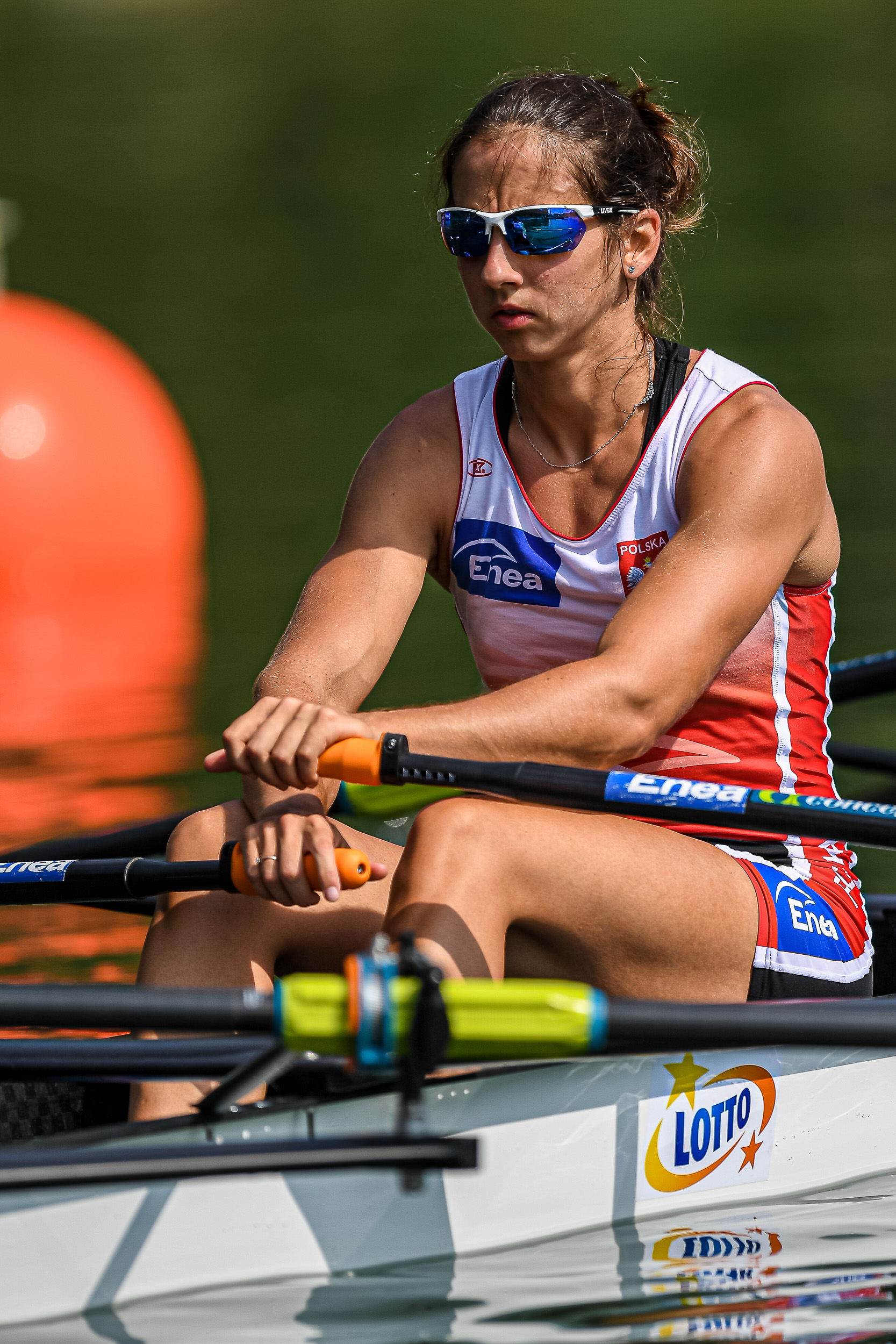
Maria Sajdak (Springwald)

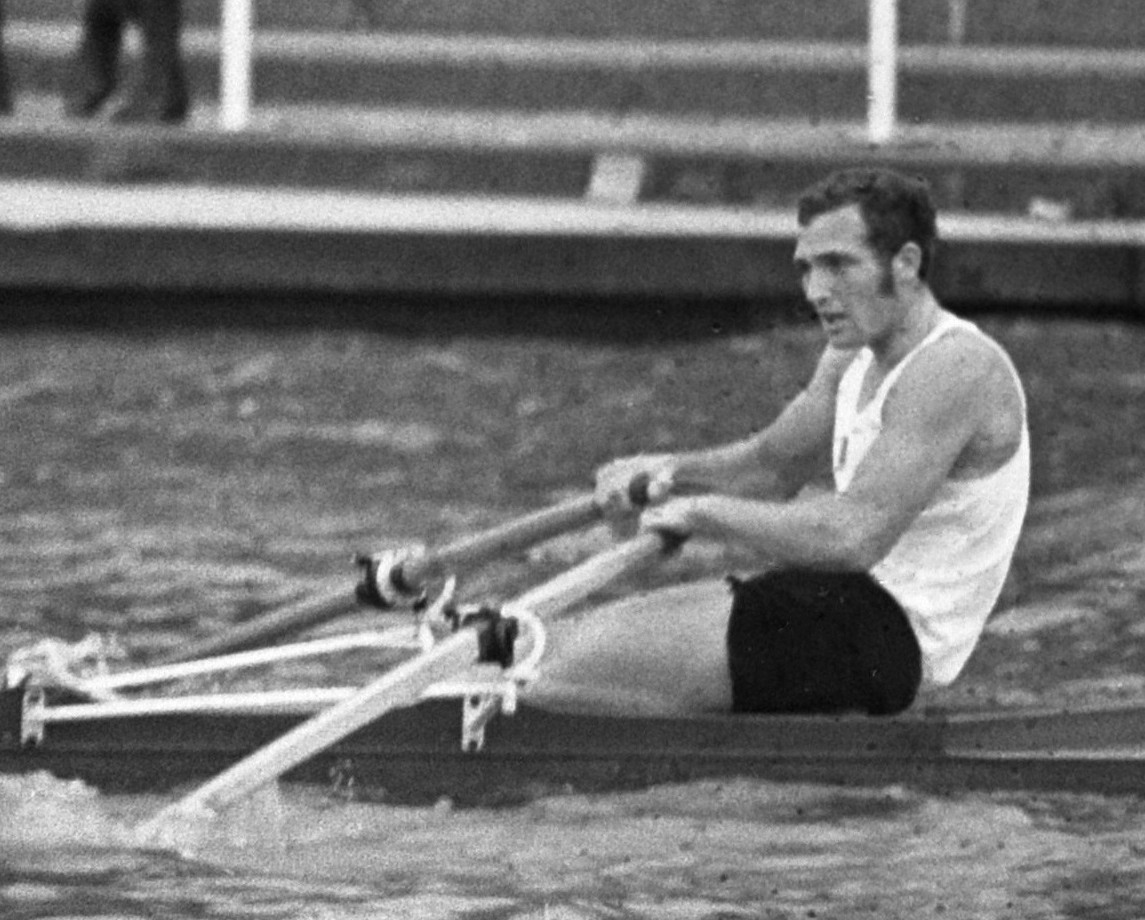
Zdzisław Bromek w 1970

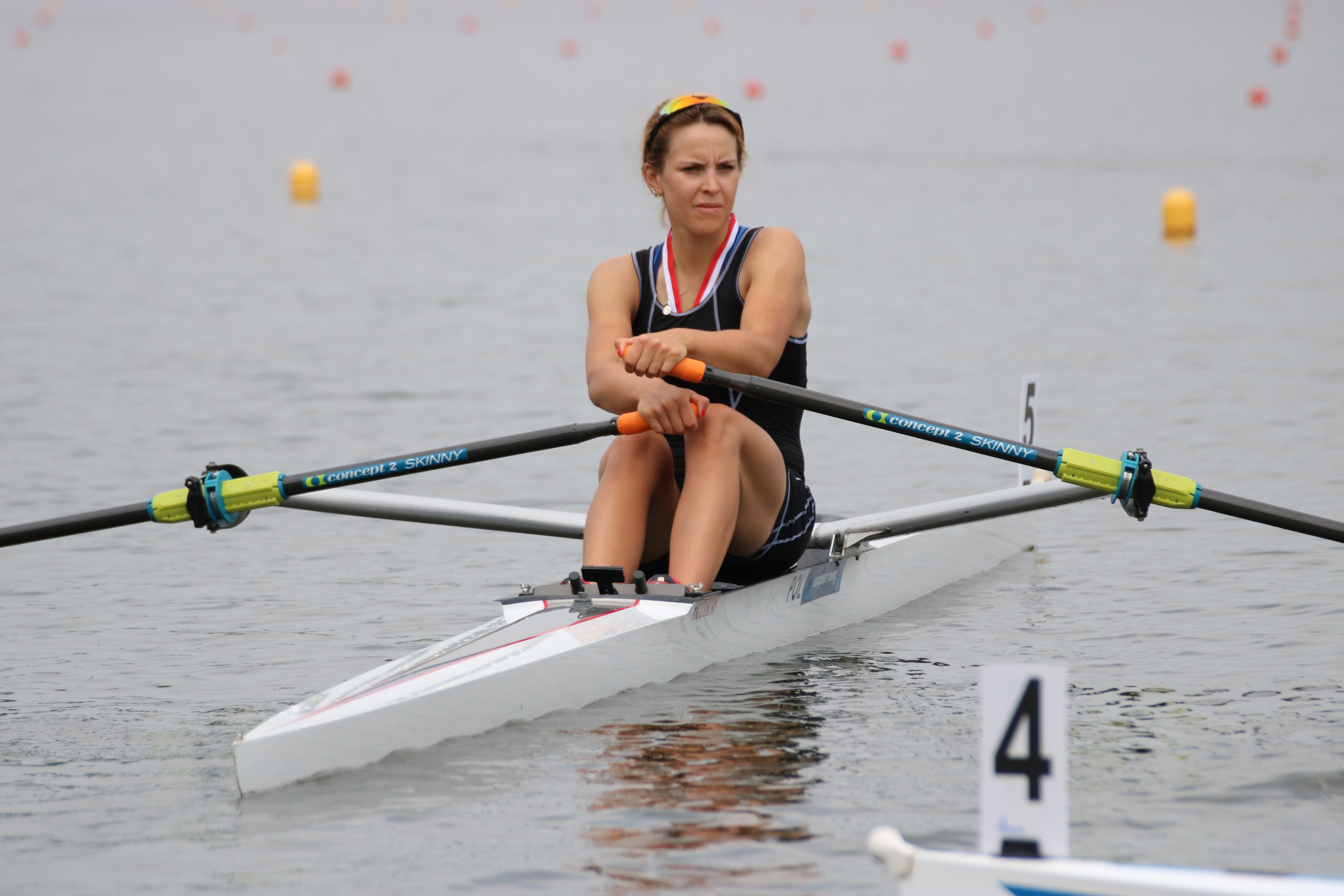
Katarzyna Wełna – MP 2018

W historii sekcji wioślarskiej AZS-AWF Kraków (a wcześniej AZS Kraków), najwybitniejszymi zawodnikami i wychowankami sekcji byli:
Roger Verey – najwybitniejszy skifista przedwojennej Polski i jeden z najlepszych na świecie. Medalista olimpijski i wielokrotny medalista mistrzostw Europy, w czasach gdy nie rozgrywano mistrzostw świata w wioślarstwie, a na ME startowali często najlepsi zawodnicy spoza Europy. Odniósł następujące sukcesy:
- 1936 –  Igrzyska Olimpijskie, Berlin – dwójka podwójna –  brązowy medal,
- 1933 – Mistrzostwa Europy, Budapeszt – jedynka –  złoty medal,
- 1935 – Mistrzostwa Europy, Berlin – jedynka –  złoty medal,
- 1935 – Mistrzostwa Europy, Berlin – dwójka podwójna –  złoty medal,
- 1934 – Mistrzostwa Europy, Lucerna – jedynka –  srebrny medal,
- 1938 – Mistrzostwa Europy, Mediolan – jedynka –  srebrny medal,
- 1937 – Mistrzostwa Europy, Amsterdam – jedynka –  brązowy medal,
- 1932 – Mistrzostwa Europy, Belgrad – dwójka podwójna –  brązowy medal,
- 1935 – najlepszy sportowiec Polski w plebiscycie „Przeglądu Sportowego” (jedyny wioślarz, który wygrał ten plebiscyt),
- 22 tytuły Mistrza Polski – zarówno przed II wojną jak i po niej.

Maria Springwald – medalistka olimpijska, mistrzyni Europy i świata. Jej najlepsze wyniki:
- 2016 –  Igrzyska Olimpijskie, Rio de Janeiro – czwórka podwójna –  brązowy medal,
- 2018 – Mistrzostwa Świata Seniorów, Płowdiw – czwórka podwójna –  złoty medal,
- 2018 – Mistrzostwa Europy Seniorów, Glasgow – czwórka podwójna –  złoty medal,
- 2017 – Mistrzostwa Świata Seniorów, Sarasota – czwórka podwójna –  srebrny medal,
- 2016 – Mistrzostwa Europy Seniorów, Brandenburg – czwórka podwójna –  srebrny medal,
- 2015 – Mistrzostwa Europy Seniorów, Poznań – czwórka podwójna –  brązowy medal,
- 2014 – Mistrzostwa Europy Seniorów, Belgrad – czwórka podwójna –  brązowy medal,
- wielokrotna mistrzyni Polski.

Jerzy Ustupski – medalista olimpijski i Mistrz Europy. Odniósł następujące sukcesy:
- 1936 –  Igrzyska Olimpijskie, Berlin – dwójka podwójna –  brązowy medal,
- 1935 – Mistrzostwa Europy, Berlin – dwójka podwójna –  złoty medal,
- 1932 – Mistrzostwa Europy, Belgrad – dwójka podwójna –  brązowy medal,
- 6 tytułów Mistrza Polski.

Zdzisław Bromek – olimpijczyk, jeden z najlepszych skifistów przełomu lat 60. i 70. Jego najlepsze wyniki:
- 1968 –  Igrzyska Olimpijskie, Meksyk – jedynka – VII miejsce,
- trzykrotnie startował w mistrzostwach świata i czterokrotnie w mistrzostwach Europy,
- 8 tytułów Mistrza Polski w jedynkach.

Andrzej Skowroński – olimpijczyk z Moskwy. Jego najlepsze osiągnięcia to:
- 1980 –  Igrzyska Olimpijskie, Moskwa – czwórka podwójna – VII miejsce,
- 1979 – Mistrzostwa Świata Seniorów, Bled – czwórka podwójna – VIII miejsce.

Czesław Lorenc, Romuald Thomas i sternik Zdzisław Michalski – osada dwójki ze sternikiem, olimpijczycy i mistrzowie akademiccy świata. Najlepsze wyniki osady:
- 1952 –  Igrzyska Olimpijskie, Helsinki – odpadli w repasażach,
- 1949 – Akademickie Mistrzostwa Świata, Budapeszt –  złoty medal,
- 1951 – Akademickie Mistrzostwa Świata, Berlin –  złoty medal.

Maria Dzieża – sterniczka, olimpijka z Moskwy w 1980 roku. Jej wyniki:
- 1980 –  Igrzyska Olimpijskie, Moskwa – czwórka podwójna ze sterniczką – V miejsce,
- 1981 – Mistrzostwa Świata, Monachium – czwórka podwójna ze sterniczką – VII miejsce.

Maria Wierzbowska – wychowanka AZS-AWF Kraków. Już po przejściu w 2016 do LOTTO-Bydgostii Bydgoszcz olimpijka z Rio de Janeiro, wicemistrzyni świata i Europy seniorek:
Anna Wierzbowska – wychowanka AZS-AWF Kraków. Już po przejściu w 2016 do LOTTO-Bydgostii Bydgoszcz olimpijka i wicemistrzyni Europy seniorek:
Katarzyna Wełna – medalistka mistrzostw Europy, zawodniczka wagi lekkiej. Jej wyniki:
- 2013 – Mistrzostwa Europy Seniorów, Sewilla – dwójka podwójna wagi lekkiej –  brązowy medal,
- 2018 – Mistrzostwa Europy Seniorów, Płowdiw – jedynka wagi lekkiej – IV miejsce,
- 2018 – Akademickie Mistrzostwa Świata, Szanghaj – jedynka wagi lekkiej –  złoty medal[42].